# Emma Tettoni
Emma Tettoni (Novara, 1859 – Bergamo, 1891) è stata un'insegnante, poetessa e scrittrice italiana.

## Biografia
Fu la prima donna a sostenere esami universitari con Giosuè Carducci all'Università di Bologna. 
Dopo aver iniziato la sua carriera di insegnante nell'istituto Uccellis di Udine, nel 1883 fu nominata insegnante di pedagogia e direttrice della scuola normale femminile di Rovigo, per poi essere trasferita a Bergamo.
Fu autrice di poesie, prose educative e racconti, spesso a sfondo autobiografico, che in parte trovarono posto nella raccolta intitolata Anime buone, edita a Firenze (Le Monnier) nel 1890, con alcune illustrazioni di Enrico Mazzanti. 
Le sue lettere a Carducci e la sua fisionomia di intellettuale positivista, rigorosa ed emancipata, studiosa di problemi pedagogici, è stata oggetto di recente recupero in sede storiografica.

## Opere
- Si può entrare? Poesie, Milano, Crippa, 1881.
- L'amore nell'educazione della donna. Discorso letto all'Accademia dei Concordi la sera del 27 marzo 1884, Rovigo, Minelli, 1884.
- Il lavoro della donna. Conferenza letta dalla signora Emma Tettoni all'Accademia dei Concordi di Rovigo, in «Letture per le giovinette», Torino, VIII, 2, 1887, pp. 110-115; VIII, 3, pp. 197-204.
- Le scienziate italiane, in AA.VV., La donna italiana descritta da scrittrici italiane in una serie di conferenze tenute all'Esposizione Beatrice in Firenze, Firenze, G. Civelli, 1890, pp. 263-288.
- Anime buone. Racconti, Firenze, Le Monnier, 1890.
- Le colpe delle madri nell'educazione infantile. Conferenza letta a Bergamo la sera del 10 aprile 1891, Rovigo, Minelli, 1891.
- Lettere di Emma Tettoni a Giosue Carducci (1883-1890), a cura di Antonello Nave, in AA.VV., Arciduchesse, scienziate, educatrici e letterate nel Polesine tra XVIII e XIX secolo. Il travagliato cammino dell'emancipazione femminile («Studi Polesani», VI, 2013-2014, 7-8), Rovigo, Minelliana, 2014, pp. 83-86.